# Seraphin Mandelzweig
Franz Seraphin Mandelzweig, auch Franz Seraphin Mandlzweig, Franz Mandelzweig und Franz Mandlzweig (1792 in Prossnitz, Markgrafschaft Mähren, Kaiserthum Österreich – 16. April 1864 in Brünn, Markgrafschaft Mähren, Kaiserthum Österreich) war ein österreichischer Schriftsteller, Bühnenautor, Übersetzer und Theaterkritiker. 

## Leben
Der Sohn eines reichen Kaufmannes, erhielt eine sorgfältige Erziehung und bildete sich vornehmlich in Sprachen aus. Nachdem seine Eltern ihr Vermögen verloren hatte, zog er nach Olmütz und arbeitete dort als Kaufmann, gab aber später das Geschäft auf, wurde bei seinem ausgesprochenen Sprachtalente Sprachlehrer, und blieb es durch 40 Jahre bis an sein Lebensende. 
Er gab Unterricht in der französischen, italienischen und englischen Sprache und trug zum Aufblühen der höheren Mädchenschule bei, welche seine beiden Schwestern in Olmütz errichtet hatten. Später fungierte M. auch als beeideter Dolmetsch bei dem k. k. Landesgerichte in Strafsachen.
Neben den Sprachstudien beschäftigte er sich mit Vorliebe und nicht ohne Erfolg mit literarischen Arbeiten und hauptsächlich mit literarischen Übersetzungen. Viele der von ihm mit gutem Geschmacke gewählten und bearbeiteten Stücke aus dem Französischen und Englischen gehörten zu den beliebtesten Bühnenstücken. 
Er war auch als Theaterkritiker tätig. Viele Jahre schrieb er für die Bäuerle’sche „Theater-Zeitung“, für Saphir’s „Humoristen“, die „Theater-Chronik“ und mehrere ausländische Zeitschriften. In seinem Nekrolog wurde eine ausführlichere Darstellung seines literarischen Wirkens in Aussicht gestellt, jedoch scheint eine solche bisher nicht erschienen zu sein.